# Widensolen

Widensolen este o comună în departamentul Haut-Rhin din estul Franței. În 2009 avea o populație de 1.252 de locuitori.

## Evoluția populației
| An        | 1975 | 1982 | 1990 | 1999  | 2006  | 2009  |
| --------- | ---- | ---- | ---- | ----- | ----- | ----- |
| Populație | 506  | 624  | 825  | 1.051 | 1.214 | 1.252 |